# Amber Capital
Pour les articles homonymes, voir Amber (homonymie).
Amber Capital est un fonds d'investissement activiste de droit britannique, fondé en 2005 par l'homme d'affaires français Joseph Oughourlian et basé à Londres.
Depuis 2016, le groupe est un actionnaire majeur de Prisa, premier groupe médiatique en Espagne.

## Historique
Amber Capital est fondé en novembre 2005 par Joseph Oughourlian à New York où elle démarre son activité par la scission de l'ancien fonds de la Société générale que gérait précédemment Joseph Oughourlian pour cette banque.
Il gère alors environ six milliards d'actifs. La crise de 2008 entraine une perte de clients pour le fonds et la valeur gérée se réduit alors drastiquement.
En 2012, la société est relocalisée à Londres pour faciliter ses investissements en Europe son centre d'activité, tout en conservant des bureaux à New York et en ouvrant à Milan.
Amber Capital investit dans plusieurs pays d'Europe du Sud : en France, dans Nexans, Suez, Solocal et Lagardère ; en Espagne, dans Prisa dont il détient presque un tiers ; et dans une vingtaine de sociétés en Italie,.

## Activités
Amber Capital est un fonds d'investissement qualifié d'activiste, c'est-à-dire qu'il cherche à peser dans la stratégie de l'entreprise (en incitant à acheter ou vendre certains actifs à certains prix) et, dans certains cas, à en réformer la gouvernance. Le fonds envisage souvent « les perspectives de long terme » sans chercher comme d'autres uniquement des résultats financiers à court terme.
Il est notamment réputé pour avoir obtenu, en 2014, le départ de Frédéric Vincent de la direction générale de Nexans.

### Campagne pour un changement de gouvernance chez Lagardère
En 2019 et 2020, Amber Capital s'attaque à la gouvernance de la société Lagardère,, dont il devient début 2020 le premier actionnaire durant un temps.
Cette campagne est particulièrement médiatisée, Joseph Oughourlian critiquant publiquement la gestion d'Arnaud Lagardère à qui il est reproché de faire perdre beaucoup de valeur à l'entreprise.
Lors de l'AGE du 5 mai 2020, Amber Capital demande ainsi la révocation du conseil de surveillance de Lagardère et propose la nomination de Patrick Sayer à sa tête,. La bataille dure quatre ans.

## Chiffres-clé
En mars 2020 (après le krach boursier de 2020), Amber Capital déclare gérer environ 1,1 milliard d'euros d'actifs. Ce volume d'affaires n'en fait pas un grand fonds d'investissement, mais « une petite boutique active et respectée », selon Le Monde.